# Vicia ochroleuca
Vicia ochroleuca är en ärtväxtart som beskrevs av Michele Tenore. Vicia ochroleuca ingår i släktet vickrar, och familjen ärtväxter.

## Underarter
Arten delas in i följande underarter:
- V. o. atlantica
- V. o. baborensis
- V. o. dinara
- V. o. ochroleuca